# 多摩川梨

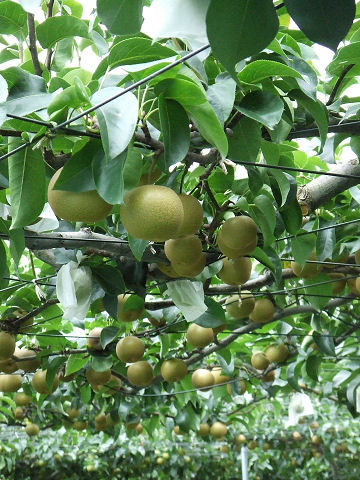
多摩川梨（川崎市）

多摩川梨（たまがわなし）は、多摩川流域で栽培されるナシの総称。現在は神奈川県川崎市、東京都稲城市・日野市・多摩市などの地域で栽培されている。
上記地域では多摩（たま）、幸水（こうすい）、清玉（せいぎょく）、二十世紀 （にじゅっせいき）、豊水（ほうすい）、新高（にいたか）、東京都のみで栽培される稲城（いなぎ）などたくさんの種類が栽培されている。

## 川崎市
2012年（平成24年）現在、中原区、高津区、宮前区、多摩区、麻生区で栽培されている。
2013年度（平成25年）時点で作付面積は26.85ヘクタール、収穫量は361トンとなっている。
新かながわ名産100選、かながわブランド、梨を試験栽培している多摩区菅仙谷の川崎市農業技術支援センターの梨の花がかながわの花の名所100選に選ばれている。
1650年代には川崎の大師河原（現在の川崎区出来野）で梨の栽培がおこなわれていたとしている。寛政年間（1789年〜1801年）になると生産が活発化するも、安政の津波によって衰退。1874年・75年（明治7年・8年）川崎市南部で生産が増え、1882年～1892年（明治15年～25年）ごろには稲田村・生田村（現在の多摩区）まで伝わる。1892年・94年・1900年（明治25年・27年・33年）ごろには正岡子規が川崎を訪れ、多摩川梨に関する句を複数詠んでいる。
1893年（明治26年）に現在の川崎区日ノ出町の当麻辰次郎が発見。屋号から長十郎と命名。1897年（明治30年）に発生した黒星病ではまったくの影響を受けず、病気に強いことが認められ、一気に広まった。1927年（昭和2年）には昭和天皇、香淳皇后に早生赤を献上。大正後期には栽培面積は200ヘクタールを超えるほどであったが、川崎地区の工業化によって1933年・34年（昭和8年・9年）ごろに大師地区からは梨栽培は消滅したものの、稲田、生田、高津、菅では活発に生産され、二十世紀を朝香宮に献上した。1932年（昭和7年）生産名がこれまでの稲毛梨から多摩川梨に統一される。日中戦争・太平洋戦争がはじまると梨栽培から水田への転換が相次ぎ、作付面積は終戦時に最盛期の6分の1まで減少した。その後、川崎市は多摩川梨復活のための5か年計画を策定し、苗の導入助成を行った。1963年（昭和38年）には125ヘクタールまで回復したものの、高度経済成長に伴う都市化などによって再び減少していくことになる。
観光化
1927年（昭和2年）に開園した多摩区の向ヶ丘遊園に来た客が帰りに土産として農家から買っていく姿からヒントを得て、1928年（昭和3年）ごろから小田急電鉄の協力の元梨のもぎ取りを開始した。小田急電鉄は向ヶ丘遊園の宣伝とともに新宿駅で梨狩りの案内を積極的に行ったとしている。1945年（昭和20年）の戦後、次第に他県が生産する梨に押されるようになり、価値が低下すると、一気に市場への出荷ではなく、梨狩り観光へシフトした。1970年（昭和45年）には梨狩りの活動が評価され、稲田堤もぎとり遊園が朝日農業賞を受賞している。1974年（昭和49年）ごろになると梨狩り需要は減少、宅配が中心となる。『多摩川梨もぎとり連合会 35年のあゆみ』発行の時点で多摩川梨の80％が宅配によって発送されているとしている。

### 品種
長十郎（ちょうじゅうろう）
かつては和なしを代表する主要品種であったが、現在はあまり生産されていない。本来は十分に甘いが、収量を上げるために糖度を下げていることが多い。肉質は硬く、やや劣る。受粉用の花粉採取のためによく使われている。発祥の地川崎区では栽培されていないものの、2005年（平成17年）に多摩区から川崎区の若宮八幡宮に長十郎の苗木が移植された。2012年（平成24年）には川崎区の区の木に選定された。
生水（いくすい）
2001年（平成13年）に豊水と二十世紀を掛け合わせて作られた。多摩区生田で作られたことからこの名前が付けられた。販売は直売のみとなっている。

## 稲城市

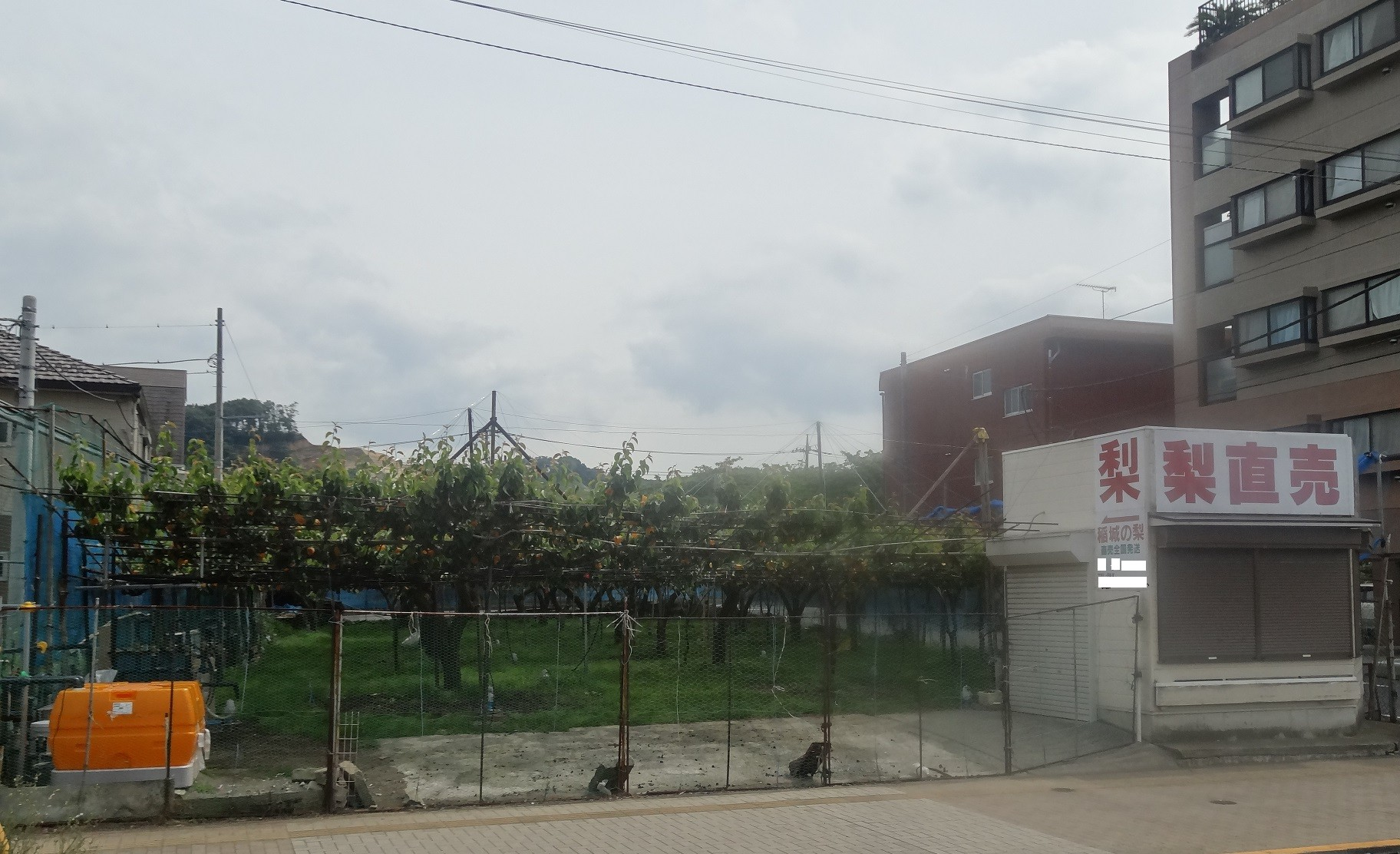
梨園と直売所がセットとなっている場所が多い

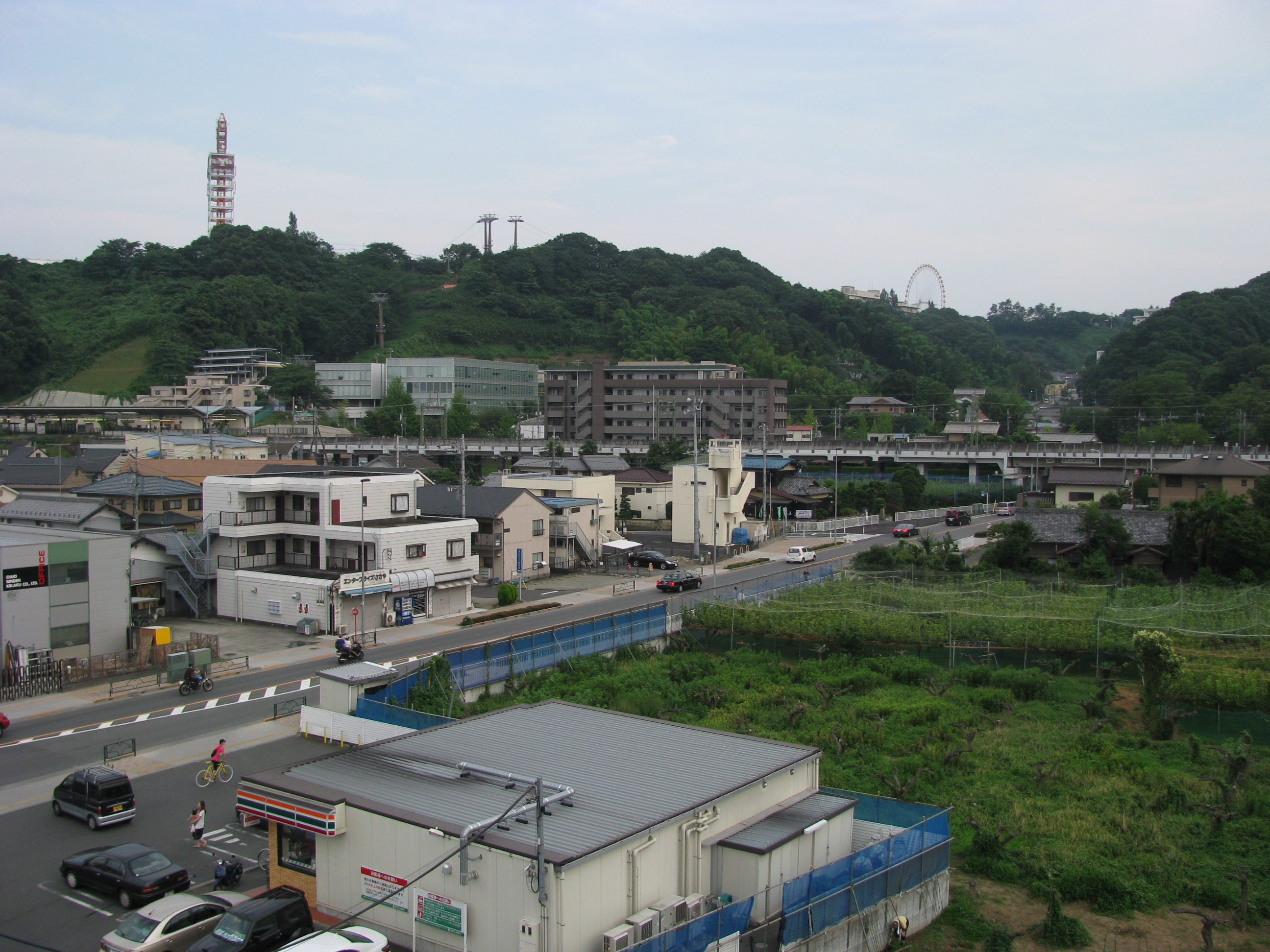
住宅と梨畑が混在する

2015年現在、東京南農業協同組合稲城支店内にある稲城の梨生産組合が作られている。2006年（平成18年）稲城の梨が商標登録化されブランド化されている。
2008年度（平成20年）時点で作付面積は31.8ヘクタール、収穫量は1,057トンとなっている。
稲城市の梨栽培の歴史は、元禄年間（1688年〜1704年）に代官の増岡平右衛門、川島佐治右衛門が山城国から淡雪（あわゆき）の苗を持ち帰り、植えたことが始まりとされる。明治中期ごろから梨栽培が活発化する。水田から梨栽培に転換する農家が多かったおいう。1884年（明治17年）に梨の組合が作られ、生産名を稲城梨とする。1900年（明治33年）に長十郎が導入、1905年（明治38年）に二十世紀が導入される。1932年（昭和7年）生産名が稲城梨から多摩川梨に統一される。日中戦争・太平洋戦争がはじまると人手・物資不足、梨栽培から麦への転換が相次ぎ、1944年（昭和19年）には作付面積は最盛期の5分の1まで減った。1949年（昭和24年）には梨の価格が暴騰し、それによって再び生産は増加する。
観光化
1950年代（昭和20年代）に入ると稲城でも梨狩りが盛んとなり、1957年（昭和32年）には小規模農家はグループで観光果樹園組合が結成、大規模農家は独自にバス会社と契約し、梨狩りの団体客を迎えたものの他県が生産する梨に押されるようになり、1960年代（昭和30年代）には市場への出荷はほぼ消滅、観光特化・直売化した。しかし1970年代以降（昭和40年代）になると住宅地化が進み、梨畑が減少することとなる。2007年（平成19年）稲城を使用した稲城の梨ワインが、他には稲城市内において梨けーき、稲城の梨シャーベットなどが発売されている。2012年（平成23年）大河原邦男と井上ジェットによって梨をモチーフとした稲城市のイメージキャラクター「稲城なしのすけ」が誕生している。

### 品種
稲城（いなぎ）
大玉、強い甘みが特徴である。
東京都のみで生産され、生産量が少ないことから幻の梨とも呼ばれる。
1950年代（昭和20年代）後半ごろから、品種改良をしていた梨農家の遠藤益延が新高と八雲を掛け合わせて作られたとされる。1974年（昭和49年）から稲城市内の他の農家でも栽培が開始される。

## 日野市
日野市では、昭和初期から梨の栽培を開始。他市と同様に梨狩りなどの直売が中心となっている。